# Кармайкл, Роберт Даниэль
Роберт Дэниэл Кармайкл (1 марта 1879 — 2 мая 1967) — американский математик.

## Биография
Кармайкл родился в городе Гудоутер, штат Алабама. Он учился в Линевилльском колледже и получил степень бакалавра в 1898 году, затем получил степень (Ph D) в Принстонском университете. Кармайкл занимался исследованиями в области математики сделанными под руководством известного американского математика Дейвида Биркгофа .
Кармайкл затем преподавал в университете штата Индиана с 1911 по 1915 год. Затем он перешел в университет Иллинойса, где он работал с 1915 года до своей отставки в 1947 году.
Кармайкл известен своими исследованиями того, что сейчас называют Числами Кармайкла (подмножество Псевдопростых чисел Ферма, чисел, удовлетворяющих свойствам простых чисел описаны Малой теореме Ферма, хотя они не простые), Кармайкла функция тотиентной гипотезы, теоремы Кармайкла, и Функции Кармайкла, важных в теории чисел и при изучении простых чисел. Он нашел наименьшее число Кармайкла, 561, и более 50 лет спустя, было доказано, что их существует бесконечно много. Кармайкл, первым в 1931 году, описал Системы Штейнера (5,8,24), хотя они и носят имя Эрнста Витта, переоткрывшего их в 1938 году.
В университете штата Индиана Кармайкл занимался специальной теорией относительности.

## Математические публикации
- Теория относительности, 1.издание, Нью-Йорк: Джон Вайли и сыновья, Инк. ПП. 74, 1913.
- Теория чисел, Нью-Йорк: Джон Вайли и сыновья, Инк. ПП. 94, 1914.[5]
- Диофантов анализ, 1.издание, Нью-Йорк: Джон Вайли и сыновья, Инк. ПП. 118, 1915.
- Теория относительности. 2.издание Архивная копия от 1 января 2018 на Wayback Machine, Нью-Йорк: Джон Вайли и сыновья, Инк. ПП. 112, 1920.[6]
- Дебаты по теории относительности, с введением Уильямом Лоу, Брайан, Чикаго: Открытый суд паб. Ко. ПП. 154, 1927.
- Исчисление, Роберт Д. Кармайкл и Джеймс Х. Уивер, Бостон/Нью-Йорк: Гинн & Company, в пп. 345, 1927.
- Логика открытия, Чикаго/Лондон: Издательство Опен Курт Co., ПП. 280, 1930; Перепечатано Арно Press, Нью-Йорк, 1975
- Математические таблицы и формулы, Роберт Д. Кармайкл и Эдвин р. Смит, Бостон: Гинн & Company, в пп. 269, 1931; перепечатка Дувр публикации, Inc., Нью-Йорк, 1962.
- Расчеты, пересмотренные Роберт Д. Кармайкл, Джеймс Х. Уивер и Линкольн-Ла-пас, Бостон/Нью-Йорк: Гинн & Company, в пп. 384, 1937.
- Введение в теорию групп конечного порядка, Бостон/Нью-Йорк: Гинн & Company, в пп. 447, 1937; переиздание Дувр публикации, Inc., Нью-Йорк, 1956.